# Josep Manuel López Martínez
Josep Manuel López Martínez (Barcellona, 24 aprile 1980) è uno scacchista spagnolo, Grande maestro.

## Biografia
Nel 2000 ottiene il titolo di Maestro Internazionale e nel 2007 quello di Grande Maestro. Il suo record nel rating mondiale lo raggiunge nella classifica FIDE di gennaio 2010 dove ottiene 2593 punti Elo.